# FC Legion Dynamo Makhachkala
FC Legion Dynamo Makhachkala (em russo:  «Легион Динамо» (Махачкала)) é um clube de futebol russo da cidade de Makhatchkala. Foi fundada em 2015 como FC Legion Makhachkala, participou inicialmente de competições amadoras locais. Antes da temporada 2016–17, foi renomeado para Legion-Dynamo e licenciado para jogar na Liga de Futebol Profissional da Rússia, de terceiro nível.
Em 13 de agosto de 2021, ganhou destaque após o ex-lutador Khabib Nurmagomedov assinar contrato com o clube, que manda seus jogos no Dynamo Stadium, com capacidade para 15.200 lugares e tem como presidente Shamil Lakhiyalov, ex-atacante de Terek Grozny (atual Akhmat Grozny), Anji, Dínamo Makhachkala, Saturn, Krasnodar e Krylya Sovetov.
Suas cores são amarelo e preto.

## Elenco atual
Atualizado em 30 de julho de 2021, de acordo com o site FNL 2 .

Nota: Bandeiras indicam equipe nacional, conforme definido pelas regras de elegibilidade da FIFA. Os jogadores podem ter mais de uma nacionalidade não-FIFA.
| N.º |        | Posição | Jogador                |
| --- | ------ | ------- | ---------------------- |
|     | Rússia | G       | Samur Agamagomedov     |
|     | Rússia | G       | Iman-Gadzhi Kazikhanov |
|     | Rússia | G       | Alil Magomedov         |
|     | Rússia | D       | Aliaskhab Dubukhov     |
|     | Rússia | D       | Shamil Gasanov         |
|     | Rússia | D       | Marat Idrisov          |
|     | Rússia | D       | Turpal-Ali Malsagov    |
|     | Rússia | D       | Idris Musluyev         |
|     | Rússia | D       | Ramazan Naniyev        |
|     | Rússia | D       | Kamil Salakhetdinov    |
|     | Rússia | M       | Makhach Abdulkhamidov  |
|     | Rússia | M       | Islamitdin Abdullayev  |
|     | Rússia | M       | Temirkhan Bitarov      |
|     | Rússia | M       | Askhab Chunchurov      |

| N.º |        | Posição | Jogador              |
| --- | ------ | ------- | -------------------- |
|     | Rússia | M       | Bolachi Gamzatov     |
|     | Rússia | M       | Kurban Kurbanov      |
|     | Rússia | M       | Magomed Murtazaliyev |
|     | Rússia | M       | Gabil Nurakhmedov    |
|     | Rússia | M       | Anar Panayev         |
|     | Rússia | M       | Sharapudin Shalbuzov |
|     | Rússia | M       | Yuri Udunyan         |
|     | Rússia | A       | Apti Akhyadov        |
|     | Rússia | A       | Dzhabrail Kadiyev    |
|     | Rússia | A       | Rashid Magomedov     |
|     | Rússia | A       | Shamil Saaduyev      |
|     | Rússia | A       | Raul Shikhayev       |
|     | Rússia | A       | Khabib Nurmagomedov  |
|     | Rússia | A       | Islam Vagabov        |